# Netopýří maso

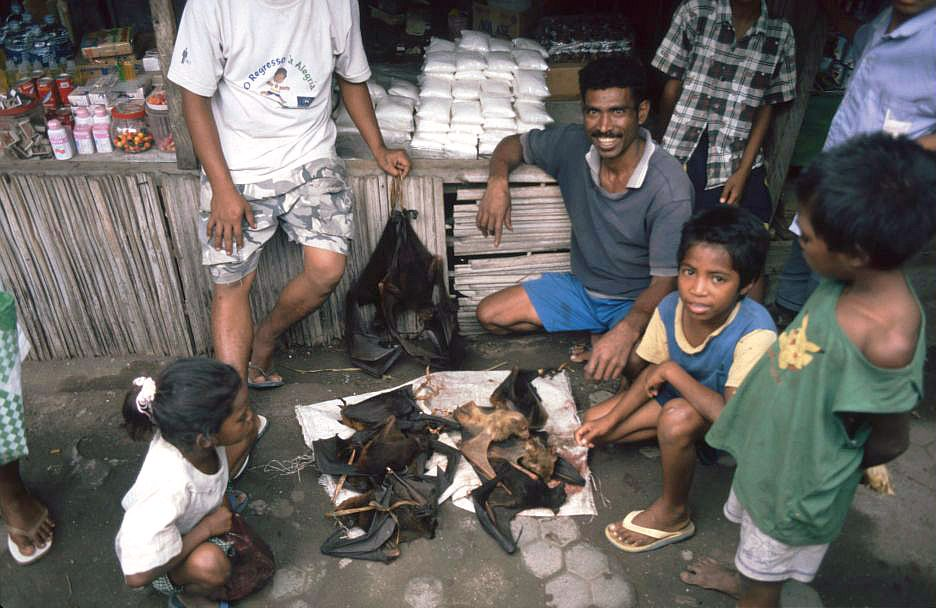
Prodej kaloňů na trhu ve Východním Timoru, jejichž maso je určené k lidské spotřebě

Netopýří maso je druh masa pocházejí z netopýrů, které konzumují lidé v některých oblastech Asie, Afriky a Tichomoří. Konzumováno je mimo jiné v Číně, ve Vietnamu, na Seychelách, na Filipínách, v Indonésii, na Palau, v Thajsku a na Guamu. Polovina druhů kaloňovitých (Pteropodidae) je lovena pro maso, ale z hmyzožravých netopýrů je pro maso loveno pouze 8 % druhů. Na Guamu jsou kaloni mariánští (Pteropus mariannus) považováni za pochoutku.

## Dějiny
Netopýři v asijsko-pacifické oblasti pravděpodobně sloužili jako zdroj potravy již od pravěku. Chronostratigrafická analýza archeologických nalezišť naznačuje, že netopýři mohli být využíváni jako zdroj potravy již před 74 tisíci lety druhem Homo floresiensis. Na tropických ostrovech byl lov velkých kaloňů pro prehistorické homininy užitečný. Tyto obrovské netopýry bylo možné snadno chytit v jeskyních ve velkém množství a úsilí o jejich ulovení a zpracování bylo tak minimální.
Netopýři jsou loveni domorodými Australany po tisíce let, a to až do moderní doby. Oblíbenými druhy jsou kaloň vábivý (Pteropus alecto) a kaloň lopatkový (Pteropus scapulatus). V roce 1997 se odhadovalo, že domorodí obyvatelé oblasti Top End konzumovali 180 tisíc kaloňů ročně.
Ačkoliv se předpokládá, že Taínové z Portorika konzumovali netopýří maso již v předkolumbovské době, v jejich odpadních jámách nebyly zdokumentovány žádné netopýří kosti, což vede k domněnce, že je nepravděpodobné, že by netopýří maso bylo podstatnou složkou jejich stravy. Nepředpokládá se, že by jiné kultury Nového světa lovily netopýry pro maso, ačkoliv netopýří kosti byly nalezeny v odpadních jámách na karibském ostrově Saba.
Spotřeba netopýřího masa v Evropě byla historicky nízká a to nejen kvůli odporu místních obyvatel, ale také kvůli velikosti evropských netopýrů, kteří jsou všichni malí hmyzožravci. V minulosti byl zaznamenán zvyk rolníků z Costozzy (ležící v provincii Vicenza v Itálii) jíst netopýry, a to zejména vrápence. Po druhé světové válce byli netopýři v jeskyních u Costozzy téměř vyhubeni "kvůli nelítostnému lovu, který na ně místní obyvatelé v době sklizně vinné révy dělají, aby je asimilovali s nejchutnějšími malými ptáky". V roce 1959 bylo oznámeno, že na některých místech Itálie, například v regionech Ligurie a Benátsko, jsou nebo byli netopýři považováni za potravu.
V Tóře i v Bibli v knize Leviticus (11:13–19) je konzumace netopýrů zakázána: "Z ptáků si budete hnusit tyto; nebudou se jíst, jsou ohavností: (...) netopýr."
V díle Strabóna Geographica je popsáno město Borsippa (nyní Birs Nimrúd v Iráku), kde obyvatelé odchytili velké množství netopýrů, které "snědli v salátu". V 16. století italský přírodovědec Ulisse Aldrovandi ve svém pojednání Ornitologia uvádí, že netopýři mají bílé maso, jedlé s vynikající chutí.

## Konzumace netopýřího masa v 21. století

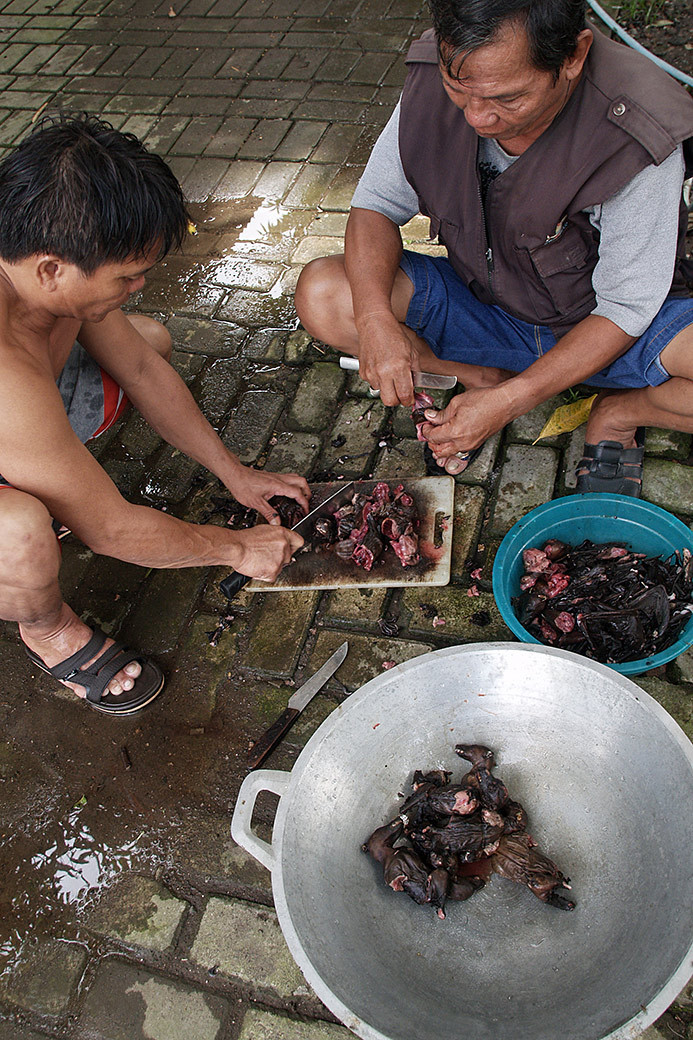
Porcování netopýrů

Na celém světě se loví nejméně 167 druhů netopýrů, což představuje přibližně 13 % všech druhů netopýrů. Loveni jsou pro lidskou spotřebu, kvůli údajným léčebným účinkům, získává se z nich kůže a zuby, nebo jsou loveni pouze jako sport. Některé druhy jsou pro maso loveny častěji než jiné. Polovina druhů kaloňovitých je lovena pro maso, u hmyzožravých druhů to je pouze přibližně 8 % druhů. Přehled z roku 2016 zdokumentoval lov netopýrů pro maso nebo pro použití v tradiční medicíně v severní Africe, ve východní, jihovýchodní, jihozápadní a střední Asii. Naproti tomu nebyl zaznamenán žádný druh lovený pro maso nebo pro účely tradiční medicíny v Karibiku, Evropě, Severní Americe, Mezoamerice ani v severní Asii.

### Afrika
V Africe se loví nejméně 55 druhů netopýrů, přičemž preferovanými jsou větší netopýři, zatímco malí, hmyzožraví nejsou tolik žádaní. Lov netopýrů je zde rozšířen především v západní a střední Africe. Odhaduje se, že se jen v Ghaně ročně prodá přibližně 100 tisíc netopýrů. V jižní a východní Africe se netopýři loví pouze výjimečně. Čtyři druhy netopýrů lovených v severní Africe se používají pro účely tradiční medicíny, ale jejich maso se nekonzumuje.
V Africe se častěji konzumují hojnější a větší druhy. Patří mezi ně kaloň plavý (Eidolon helvum), kaloň Franquetův (Epomops franqueti), kaloň výložkový (Epomophorus gambianus), kaloň kladivohlavý (Hypsignathus monstrosus), kaloň egyptský (Rousettus aegyptiacus), kaloň měkkosrstý (Myonycteris angolensis), kaloň Petersův (Epomophorus pusillus), nykteris velká (Nycteris grandis) a netopýři rodu Hipposideros.

### Asie

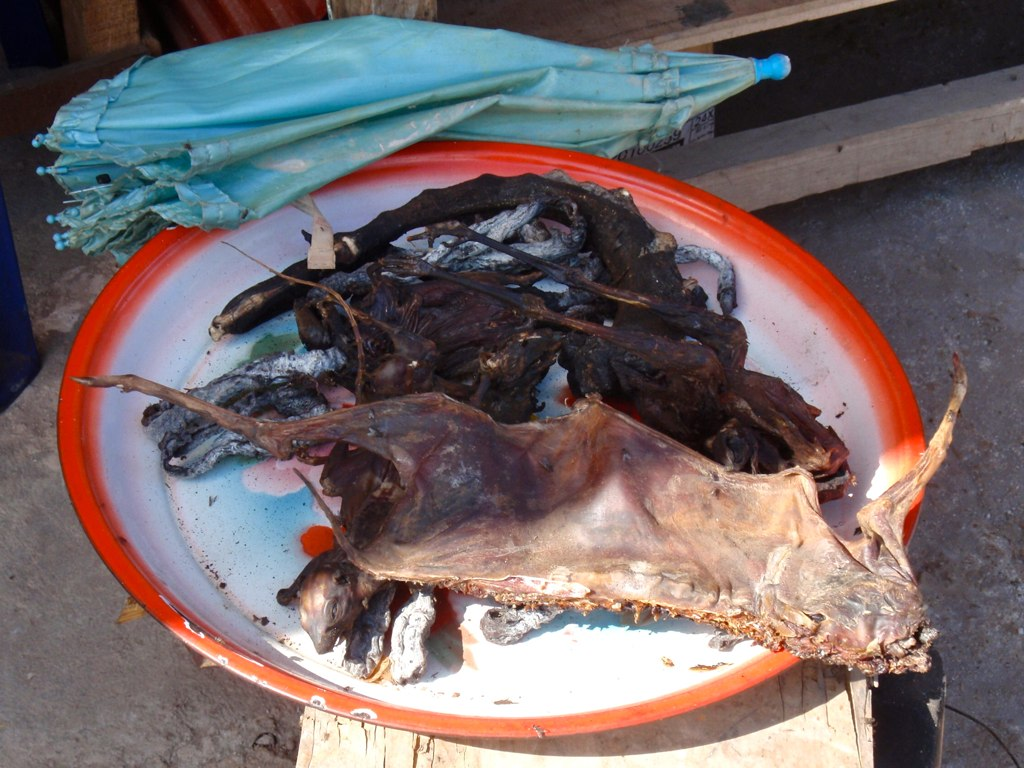
Grilovaný netopýr, Laos

V Asii se loví 64 druhů netopýrů, ale intenzita jejich lovů se v jednotlivých oblastech liší. V jihovýchodní Asii jsou netopýři široce loveni v deseti z jedenácti států, s výjimkou Singapuru. V jihovýchodní Asii se loví asi 17 % zde žijících netopýrů, tedy 56 druhů. Filipíny mají obzvláště vysokou míru lovu netopýrů, přičemž třetina druhů netopýrů žijících na Filipínách je lovena navzdory zákonné ochraně, jako je filipínský zákon o divoké přírodě a filipínský zákon o správě jeskyní, jejichž platnost je však v zemi špatně vymáhána. Na Filipínách, zejména v Mayantocu v provincii Tarlac, je konzumace kaloňů v regionální kuchyni velice běžná. Místní obyvatelé se vydávají na lov netopýrů, během něhož je uloveno několik desítek netopýrů. Tito netopýři jsou staženi z kůže, sťati a zbaveni křídel. Poté jsou vykucháni, rozsekáni a podušeni.
V některých malajsijských městech jsou netopýři považováni za luxusní maso. V roce 2001 bylo hlášeno, že 7 % domácností v thajské přírodní rezervaci Phu Kheio jedlo netopýří maso. Spotřeba je obzvlášť vysoká v Severním Sulawesi, kde místní obyvatelé jedí maso kaloňů alespoň jednou měsíčně. Tato frekvence se až zdesetinásobuje s blížícími se křesťanskými svátky.
V jihozápadní Asii netopýry pro maso loví v Bangladéši kmenové skupiny, které se konkrétně zaměřují na větší druhy netopýrů. Podle průzkumu z roku 2017, který proběhl ve více než 140 vesnicích v Bangladéši, bylo zjištěno, že se netopýři lovili ve 49 % vesnic, přičemž většina lovců (62 %) používala ulovené netopýry na maso a pro účely tradiční medicíny. Naproti tomu 30 % lovců používalo ulovené netopýry pouze pro maso a 17 % lovců ulovené netopýry používalo pouze pro účely tradiční medicíny, nikoliv pro maso.
I když jsou netopýři v Indii a Pákistánu zabíjeni, jejich konzumace je údajně vzácná a častějším důvodem jejich lovu je tradiční medicína. Několik studií však uvádí, že konzumace netopýřího masa je běžnější v některých částech Indie, jako je Severovýchodní Indie a Andamany a Nikobary.
Ve východní Asii, konkrétně v jižní Číně, se netopýří maso občas konzumuje a lze jej koupit na trzích. Mezi konkrétní druhy netopýrů konzumovaných v Číně patří kaloň jeskynní (Eonycteris spelaea), pavrápenec pomona (Hipposideros pomona), kaloň indický (Pteropus giganteus) a kaloň Leschenaultův (Rousettus leschenaultii). Navíc je zde pro účely tradiční medicíny loven i kaloň krátkonosý (Cynopterus sphinx), jehož maso se však nekonzumuje. Netopýří maso však není v Číně nijak zvlášť oblíbené. Podle výzkumu, který provedl Guansheng Ma, ředitel katedry výživy a gastronomie na Pekingské univerzitě, "... je konzumace netopýřího masa v Číně více než vzácná. V čínské kultuře je ve skutečnosti nepřijatelná." Mezinárodní agentury vyvíjely tlak na Čínu, aby přijala legislativu zakazující lov netopýrů a prodej netopýřího masa po vypuknutí epidemie SARS na začátku roku 2000, během které zemřely stovky lidí. Požadovaná legislativa však přijata nebyla. Veškerý obchod s volně žijícími živočichy v Číně, včetně netopýřího masa, byl zakázán v lednu 2020 v reakci na pandemii koronaviru, která vypukla ve Wu-chanu.

### Oceánie
V Oceánii jsou netopýři pravidelně loveni a konzumováni pro maso a na mnoha odlehlých ostrovech jsou jedinými původními suchozemskými savci. Loví se přibližně 23 % druhů netopýrů obývajících Oceánii, tedy 40 druhů. Netopýří maso je považováno za pochoutku na Cookových ostrovech, Niue, Guamu, Mariánských ostrovech a Samoe. S oblibou je konzumováno i na Fidži, Nové Kaledonii a Vanuatu.

### Jižní Amerika
Ačkoliv je rozmanitost netopýřích druhů v Jižní Americe vysoká, netopýři se zde konzumují jen výjimečně. Některé domorodé národy mohou netopýří maso konzumovat, například kmen Nambikwara je známý konzumací tří druhů netopýrů z čeledi listonosovití (Phyllostomidae). V Bolívii se prodávají živí netopýři údajně pro léčebné účely. Konkrétně se věří, že konzumace netopýří krve vyléčí epilepsii. Studie z roku 2010 zdokumentovala, že měsíčně je na trzích ve čtyřech bolivijských městech prodáno 3000 netopýrů. Mezi druhy prodávané na těchto trzích patří listonos krátkoocasý (Carollia perspicillata) či upír obecný (Desmodus rotundus).

## Nutriční hodnoty
Podrobné informace o nutričním a chemickém složení netopýřího masa nejsou k dispozici. V mnoha rozvojových zemích je bushmeat, včetně netopýřího masa, považováno za hlavní zdroj výživy.  Jedna studie z Madagaskaru předpověděla, že míra dětské anémie by se zvýšila o 29 %, pokud by byl omezen přístup k masu z buše, včetně netopýřího masa, což by postihlo především nejchudší část populace, která si nemůže dovolit kupovat maso hospodářských zvířat.

## Příprava netopýřího masa
Na Filipínách, zejména v Mayantocu, místní konzumují pokrm zvaný filipínské adobo. Během lovecké výpravy místní obyvatelé pochytají a pozabíjí několik desítek kaloňů, kteří jsou poté staženi z kůže, sťati, zbaveni křídel, vykucháni, nasekání a poté podušeni. Ke změkčení masa se používá kvajáva. Maso je později okořeněno a restováno s cibulí, česnekem a sójovou omáčkou, takže se neliší od běžného filipínského adoba.
Paniki je minahaské jídlo ze Severního Sulawesi, které se připravuje z kaloňů. Z netopýřího masa se také připravují polévky, dušené pokrmy a kari. V Palau je netopýří polévka považována za delikatesu. Tato polévka obsahuje kokosové mléko, koření a zázvor.

## Rizika konzumace netopýřího masa

### Nadměrný lov
Netopýři jsou nejvíce ohrožení nadměrným lovem v Indonésii, na Filipínách, v Malajsii a na ostrovech v Oceánii a Indickém oceánu. Netopýři jsou náchylní k nadměrnému lovu, protože mají přirozeně nízkou míru rozmnožování a mnoho druhů je vysoce koloniálních, což usnadňuje jejich lov ve velkém množství. Nadměrný lov je považován za hlavní příčinu vyhynutí kaloně maskarénského (Pteropus subniger) a kaloně guamského (Pteropus tokudae).

### Nemoci
Existují spekulace, že jsou kaloni přirozeným rezervoárem viru Ebola, ačkoliv důkazy byly označeny za málo přesvědčivé. Vzhledem k možné souvislosti mezi infekcí touto nemocí a "lovem, porážením a zpracováním masa z nakažených zvířat" několik západoafrických zemí během epidemie v letech 2013 až 2016 zakázalo konzumovat maso z buše, včetně kaloňů, nebo před jeho konzumací alespoň varovalo. Mnoho z těchto zákazů již bylo zrušeno. Netopýři také byli považováni za možný původ koronaviru SARS-CoV-2, který byl poprvé zjištěn ve Wu-chanu, ačkoliv skutečný původ viru v té době nebyl znám.

### Toxiny
Konzumace kaloňů je také spojena s neurologickým onemocněním zvaným guamská amyotrofická laterální skleróza. Podle zjištění Paula Alana Coxe z Havajské národní tropické botanické zahrady v Kalāheo a Olivera Sackse z Albert Einstein College v New Yorku netopýři konzumují velké množství semen cykasů a zdá se, že se jim toxiny hromadí v těle. V netopýřím mase pak dosahují nebezpečné hladiny, představující zdravotní riziko při jeho konzumaci.